# Phyllonorycter aceripestis
Phyllonorycter aceripestis är en fjärilsart som först beskrevs av Kuznetzov 1978.  Phyllonorycter aceripestis ingår i släktet guldmalar, och familjen styltmalar.
Artens utbredningsområde är Turkmenistan. Inga underarter finns listade i Catalogue of Life.